# Robert Adolf Stemmle
Robert Ferdinand Adolf Stemmle (* 10. Juni 1903 in  Magdeburg; † 24. Februar 1974 in Baden-Baden, auch kurz: R. A. Stemmle oder Robert A. Stemmle) war ein deutscher Autor, Regisseur und  Produzent.

## Ausbildung und Berufsfindung
Nach der Erlangung der Hochschulreife 1919 am Städtischen Gymnasium in Magdeburg studierte Stemmle bis 1923 an der Lehrerpräparandenanstalt in Genthin und schloss mit dem Lehrerexamen ab. Doch anstatt gleich in den Lehrberuf zu wechseln, bereiste er mit einem Wandertheater, der sogenannten Blachetta-Truppe erst einmal zwei Jahre Deutschland; dort arbeitete er als Schauspieler und Autor. Eine Lehrtätigkeit wie sein Vater übte er erst ab 1925 an der Versuchsschule in Magdeburg-Buckau aus, die sich der Reformpädagogik verpflichtet fühlte. Dort baute er eine Puppenbühne auf und beteiligte sich als Spieler und Autor an zahlreichen Veranstaltungen auch außerhalb der Schule. 1927 nahm er mit der von ihm geleiteten Handpuppenbühne des Volksbühnen-Verbandes an der Deutschen Theaterausstellung in Magdeburg teil und sein Erfolg motivierte ihn nun endgültig zum Berufswechsel. So zog er 1928 nach Berlin und versuchte sich am theaterwissenschaftlichen Zweig der Friedrich-Wilhelms-Universität.

## Vor 1945
Zusammen mit dem Kabarettisten Werner Finck gründete er 1929 „Die Katakombe“ und schrieb seitdem auch politisch engagierte Stücke für die Bühne. Er assistierte Max Reinhardt und arbeitete an der Seite von Erik Charell und dem Regisseur Ludwig Berger. Zusammen mit Günther Weisenborn schrieb er u. a. den Text zu der 1932 von Walter Gronostay vertonten „proletarischen Ballade“ Mann im Beton. Als sein selbst verfasstes Stück Kampf um Kitsch (1931) mit Therese Giehse in der Hauptrolle an der Volksbühne ein großer Erfolg wurde, war er bereits als Hauptdramaturg bei der Tobis-Film angestellt. 1934 inszenierte er seinen ersten eigenen Film. Es handelte sich um die erste Verfilmung des Romans Die Feuerzangenbowle unter dem Titel So ein Flegel mit Heinz Rühmann und Oskar Sima. Doch auch an ausländischen Produktionen war er beteiligt, so unter anderem am Drehbuch zu dem französischen Film La Kermesse héroïque von 1935 (deutscher Titel: Die klugen Frauen). Als Stemmle 1937 die Schauspielerin Gerda Maurus heiratete – der Ehe entstammt die Tochter Philine –, war er bereits anerkannter Regisseur und Drehbuchautor bei der UFA. Bekannt war er dafür, dass seine Drehbücher oft wie Erzählungen lesbar blieben, seine Erzählungen direkt spielbare Dialoge enthielten. Regieassistent für Stemmle bei Bavaria-Film in München wurde 1941 Fritz Aeckerle (Pseudonym als Autor: Hans Rein), der zuvor unter anderem als Dramaturg für Terra-Filmkunst arbeitete und 1945 Leiter des Kunstamts in Berlin-Zehlendorf wurde.

## Nach 1945
Nach dem Krieg durfte Robert Stemmle in allen Besatzungszonen arbeiten, wenngleich er im Jahr 1941 für den nationalsozialistischen Propagandafilm Jungens, der in Deutschland bis heute zu den Vorbehaltsfilmen zählt, das Drehbuch verfasst und Regie geführt hatte. So war er als Regisseur an Theatern in Heidelberg, Berlin und München beschäftigt. Er inszenierte in Ostberlin eine Oper (Die Kluge) und führte in Westberlin Regie bei Hörspielen des NWDR. 1948 schrieb er den Roman Die Affäre Blum, zu welchem er auch für die DEFA-Verfilmung das Drehbuch verfasste. Seit 1949 bis zu seinem Tode war Stemmle nur noch als freier Autor und Regisseur bei Film und Fernsehen beschäftigt. 1954 gründete er mit der Maxim-Film GmbH eine eigene Filmfirma und produzierte drei Spielfilme. Schlagerfilme und romantische Fernweh-Filme (die Italienwelle) tragen ebenso seine Handschrift wie mehrere Edgar-Wallace- und Karl-May-Serien. Gemeinsam mit Herrmann Mostar gab er ab 1963 fünfzehn Bände von Der neue Pitaval heraus, also Berichte über wahre Verbrechen. Nach dem Tode seiner Frau 1968 heiratete er Annelise Lippert. Bei den Dreharbeiten zu einer TV-Produktion des Südwestfunks bekam Robert Stemmle 1974 einen Herzanfall und starb wenig später am 24. Februar 1974 in Baden-Baden. Stemmle ist auch der Vater von Cornelia Scheel.

## Preise und Auszeichnungen
- 1949: Preis der Internationalen Filmfestspiele Venedig für Berliner Ballade (mit Gert Fröbe).
- 1962: Blue Ribbon Award für Ein Gruß aus Wien.
- 1973: Deutscher Filmpreis: Filmband in Gold für sein Gesamtwirken.

## Bücher (Auswahl)
als Autor
- Aus heiterm Himmel. Theater- und Filmanekdoten. Herbig, Berlin 1942.
- Die Geburt der Komödie. 7 Bilder nach Franz Pocci. Deutscher Laienspiel-Verlag, Rotenburg/Fulda 1950.
- Onkel Jodokus und seine Erben. Ein heiterer Roman. Herbig, Berlin 1953.
- Hier hat der Spass ein Ende. Verlag der Sternbücher, Hamburg 1957.
- Ich war ein kleiner PG. Ein Roman. Goverts, Stuttgart 1958.
- Herzeleid auf Leinewand. 7 Moritaten. Bruckmann, München 1962.
- Ja, ja, ja, ach ja, 's ist traurig, aber wahr. Ergreifende Balladen und tragische Moritaten. Verlag Weiß, Berlin 1964.
- Reise ohne Wiederkehr. Der Fall Petiot. Verlag das neue Berlin, Berlin 1968.
- Affäre Blum. Herbig, München 1979, ISBN 3-7766-0968-0.
- Der Mann, der Sherlock Holmes war. Ein heiterer Kriminalroman. Eulenspiegel-Verlag, Berlin 1996, ISBN 3-359-00856-1.

als Herausgeber
- Ihr lieben Leute höret zu – Schöne Romanzen und hochtragische Moritaten Ergreifende Volksballaden und echte Drehorgellieder, Satz und Weise von Edmund Nick, Zeichnungen von E.O. Plauen, Schützen-Verlag, Berlin 1938.
- Marta Adler: Mein Schicksal waren die Zigeuner. Schünemann, Bremen 1957.
- Paul Johann Anselm von Feuerbach: Merkwürdige Verbrechen in aktenmässiger Darstellung. Bruckmann, München 1963.
- Herrmann Mostar und/oder Robert A. Stemmle: Der neue Pitaval. Sammlung berühmter und merkwürdiger Kriminalfälle. Desch, München 1963–1969. (Nachauflage auch in der Edition rencontre, Lausanne, Schweiz.)
  - Band 1 Die Hölle. 10 Kriminalfälle. 1963.
  - Band 2 Der Wolfsmensch. 10 Kriminalfälle. 1963.
  - Band 3 Giftmord. 10 Kriminalfälle. 1964.
  - Band 4 Todesurteil. 9 Kriminalfälle. 1964.
  - Band 5 Betrug. 9 Kriminalfälle. 1964.
  - Band 6 Raub. 11 Kriminalfälle.  1964.
  - Band 7 Justizirrtum. Der Fall Kölling-Haas und fünf weitere Kriminalfällr. 1965.
  - Band 8 Attentat. 1965.
  - Band 9 Indizien. 1966.
  - Band 10 Erpresser. 1966.
  - Band 11 Jugendkriminalität. 1967.
  - Band 12 Tatmotiv Begierde. 1967.
  - Band 13 Sexualverbrechen. 1967.
  - Band 14 Skandale. 1967.
  - Band 15 Hexenjagd. 1969.

## Filme (Auswahl)

### Regie
- 1934: So ein Flegel
- 1934: Charleys Tante
- 1935: Glückspilze
- 1936: Der Raub der Sabinerinnen
- 1937: Gleisdreieck
- 1938: Kleiner Mann – ganz groß
- 1938: Am seidenen Faden
- 1939: Zwischenfall im Weltraum (unvollendet)
- 1939: Mann für Mann
- 1940: Donauschiffer
- 1941: Jungens
- 1942: Das große Spiel
- 1943: Herr Sanders lebt gefährlich
- 1944: Meine Herren Söhne
- 1945/47: Der Millionär
- 1948: Berliner Ballade
- 1951: Sündige Grenze
- 1952: Heimweh nach Dir
- 1952: Toxi
- 1953: Südliche Nächte
- 1954: Emil und die Detektive
- 1954: Wenn du noch eine Mutter hast (Das Licht der Liebe)
- 1955: Ein Herz voll Musik (& Drehbuch)
- 1955: Die Försterbuben
- 1956: Uns gefällt die Welt
- 1956: Die ganze Welt singt nur Amore
- 1957: … und die Liebe lacht dazu
- 1958: Majestät auf Abwegen
- 1962: Affäre Blum (TV)
- 1963: Der Fall Rohrbach
- 1964: Der Fall Jakubowski – Rekonstruktion eines Justizirrtums (TV)
- 1966: Rasputin (TV-Zweiteiler)
- 1967: Der Zündholzkönig – Der Fall Ivar Kreuger (Fernsehfilm)
- 1967: Anastasia (TV-Zweiteiler)
- 1970: Recht oder Unrecht
- 1974: Unter Ausschluß der Öffentlichkeit

### Drehbuch
- 1932: Der Rebell
- 1932: Die unsichtbare Front
- 1933: Reifende Jugend
- 1934: Mutter und Kind
- 1934: So ein Flegel
- 1934: Charleys Tante
- 1934: Krach um Jolanthe
- 1935: Die klugen Frauen
- 1935: Ich war Jack Mortimer
- 1935: Traumulus
- 1936: Glückskinder
- 1937: Daphne und der Diplomat
- 1937: Der Mann, der Sherlock Holmes war
- 1941: Jungens
- 1941: Quax, der Bruchpilot
- 1948: Affaire Blum
- 1949: Der Biberpelz
- 1949: Die Kuckucks
- 1950: Epilog – Das Geheimnis der Orplid
- 1951: Sündige Grenze
- 1952: Die Stimme des Anderen
- 1957: … und die Liebe lacht dazu
- 1957: Es wird alles wieder gut
- 1957: Und abends in die Scala
- 1958: Gestehen Sie, Dr. Corda!
- 1959: Jons und Erdme
- 1960: Das kunstseidene Mädchen
- 1960: Mein Schulfreund
- 1960: Der letzte Zeuge
- 1961: Die seltsame Gräfin
- 1962: Ein Gruß aus Wien (Almost Angels)
- 1962: Das Testament des Dr. Mabuse
- 1962: Affäre Blum (TV)
- 1963: Der Henker von London
- 1963: Der Fall Rohrbach
- 1964: Der Fall Jakubowski – Rekonstruktion eines Justizirrtums
- 1964: Old Shatterhand
- 1964: Die Gruft mit dem Rätselschloß
- 1964: Das Ungeheuer von London-City
- 1964: Der Schatz der Azteken
- 1965: Die Pyramide des Sonnengottes
- 1970: Recht oder Unrecht
- 1974: Unter Ausschluß der Öffentlichkeit